# Pandora’s Toys
Pandora’s Toys – album kompilacyjny zespołu Aerosmith oparty na wydanym wcześniej Pandora’s Box. Wydany w 1995 roku.

## Lista utworów
1. „Sweet Emotion” – 4:36
2. „Draw The Line” – 3:43
3. „Walk This Way” – 3:41
4. „Dream On” – 4:26
5. „The Train Kept A Rollin'” – 5:41
6. „Mama Kin” – 4:26
7. „Nobody’s Fault” – 4:23
8. „Seasons Of Wither” – 5:06
9. „Big Ten – Inch Record” – 3:56
10. „All Your Love” – 5:28
11. „Helter Skelter” – 3:16
12. „Chip Away The Stone” – 4:06